# 岡村靖幸
岡村 靖幸（おかむら やすゆき、1965年8月14日 - ）は、日本のシンガーソングライター。兵庫県神戸市生まれ。ファンクに対する日本語の乗せ方を確立し、その独特な語感は「岡村語」と呼ばれる。

## 経歴

### 幼少期〜学生時代
エールフランスに勤めていた父親の仕事の関係で、幼少時代は大阪府、ロンドン、福岡県太宰府市、新潟県、東京都などを転々とし、小中学校だけで計7回転校しており、最短では3か月程度で引っ越している。中学時代の文化祭で初めてのライブを行う。楽曲は自身によるオリジナルで、友人3人と共に教室で披露した。本人曰く「まあ普通のフォークソングで、今は聴きたくないほど稚拙な作品」。このライブが予想外にうけたことをきっかけに、本格的に音楽へと目覚めていく。
新潟県立新潟東高等学校在学中から音楽活動を始める。機材を買い込みオリジナル楽曲の制作にのめり込んでいく一方で、市内のナイトクラブでハコバンのベーシストを務めるアルバイトも経験した。小林克也がヴィジュアルジョッキーを務めた『ベストヒットUSA』（テレビ朝日）には多大な影響を受けた。なお、高校は3年生の時に中退する。将来何になるかで迷い、可能性の無いものからチャレンジしようとレコード会社にデモテープを持参し、19歳で作曲家としてデビューする。以後、渡辺美里、吉川晃司、鈴木雅之らに楽曲を提供。渡辺美里のレコーディングにコーラスで参加中、空き時間に踊っていたダンスをEPIC・ソニーの小坂洋二に「輝いてる」と見初められたことがシンガーとしてのデビューにつながる。
後述のデビュー後も、川本真琴のデビュー曲「愛の才能」の作曲、編曲、コーラスを担当。西田彩栞や黒田倫弘、megのデビュー曲を手がけるほか、CHARA「レモンキャンディ」（2001年）やSOPHIA「HARD WORKER」（2002年）、ajapai feat.Yasuyuki Okamura「DAI-SHA-RING」（2002年）など、楽曲提供を行う。

### レコードデビュー〜2002年まで
1986年12月、シングル『Out of Blue』にてデビュー。日本武道館で行われた「TBS開局35周年記念・アニバーサリーロックフェスティバル」のイベントがデビューライブとなり、白井貴子、TM NETWORK、渡辺美里と共演した。
1987年8月初旬、広島県でのピースコンサート「Hiroshima 1987-1997」では、親友の尾崎豊との共演を実現。ふたりで岡村の楽曲「Young oh! oh!」を熱唱。同月22日、熊本県野外劇場にてオールナイトコンサートイベント「BEAT CHILD」に出演。ここでも尾崎豊、渡辺美里と共演した。このイベントの模様は2013年に記録映画として全国にて期間限定劇場公開された。
1989年7月、渡辺美里の西武球場コンサート“SUPER Flower bed BALL '89”にゲスト出演。
1990年、『Peach-どんなことをしてほしいのぼくに』で映画初主演し、金山一彦と共演。
1991年以降から2000年代前半迄、メディアから離れ、他のアーティストへの楽曲提供やプロデュースに主眼を置く様になり、その間、岡村自身の作品はオリジナルアルバムは1枚のみ、シングルも数枚程度に留まっていた。
1991年にレコード会社の意向により1980年代に発表した3枚のオリジナル・アルバムを再発売している一方、1991年、1992年はコンスタントにライブ活動。1993年と1994年はシングル・アルバム共岡村自身の新作はリリースされていない。
1995年末には5年ぶりにオリジナル・アルバム『禁じられた生きがい』を発表したが、ここでは1991年と1992年、同年に発売した数曲のシングル曲や未発表曲を中心に収録している。
2002年、朝日美穂、カーネーションの直枝政太郎（現：直枝政広）が主体となって岡村に影響を受けた若いアーティストらで作られたトリビュート・アルバム『どんなものでも君にかないやしない』が発表された。さらに朝日、直枝によるカバーシングル『だいすき/あの娘ぼくがロングシュート決めたらどんな顔するだろう』も発売される。石野卓球とのコラボレーション「come baby」を発表。

### 2003年〜2004年
2003年1月、石野卓球とのユニットのシングル『New Wave Boy』を2月19日、アルバム『THE ALBUM』を3月19日にリリースとの発表が一部で行われたが、直後に発売中止となる（その後、『THE ALBUM』はシングルのカップリング曲をボーナストラックとして収録し、12月17日に発売）。石野は「電気グルーヴxアイデア」で「岡村に色々あって（覚醒剤事件には陰で触れないようにしている）こっちが振り回されてとばっちりを食らってもうリリースする頃には冷めててジャケットデザインもスタッフ任せにした」と語っている。同年2月22日に開催されたEPIC・ソニー25周年記念コンサート「LIVE EPIC 25」に出演が決定したが、チケット発売後に「レコーディングの都合」で出演をキャンセル。出演予定の会場では客出しの1曲目に「カルアミルク」が流れ拍手や歓声が上がった。実際は、岡村自身が覚醒剤を所持・使用していたとして覚醒剤取締法違反で逮捕されたためで、スタッフ間で協議された結果出演が見送られた。3月には東京地裁に於いて懲役2年・執行猶予3年の有罪判決を受ける（この事件は2005年の再犯時に公表されている）。デビュー以来所属していたEPIC・ソニーを離脱する。同年夏、野外ライブ「ROCK IN JAPAN FESTIVAL 2003」でライブ活動を再開。秋には全国ツアー「フレッシュボーイTOUR」公演。
2004年5月、Def Jam Recordings移籍第一弾シングル「モン・シロ」発表。昨年同様夏の野外ライブ数ヶ所に出演。秋には約9年ぶりのオリジナル・アルバム『Me-imi』を発表。全国ツアー「Me-imi TOUR」公演。対談本『純愛カウンセリング』を出版。

### 2005年〜2008年 度重なる不祥事
2005年4月、渋谷区のレコード店内のトイレで覚醒剤を使用。数日後、警察官の職務質問で薬物検査を受けた際に発覚。後日、所属事務所に契約終了を申し出て了承される。5月、所属事務所との契約終了によってファンクラブ「DATE」閉会、オフィシャルサイト閉鎖。同月20日、覚醒剤取締法違反（使用）で逮捕、起訴される。10月21日、東京地裁で懲役1年6か月（求刑懲役2年）の実刑判決、執行猶予期間中の再犯により猶予取消し。同日、ファンサイトに本人からの謝罪文が掲載される。
出所後の2007年3月18日、小林武史が主催するap bankのイベント「AP BANG! 東京環境会議 vol.1」にて復帰、「カルアミルク」「ア・チ・チ・チ」「聖書」「あの娘ぼくがロングシュート決めたらどんな顔するだろう」の4曲を披露。9月5日、ユニバーサルシグマ移籍第一弾シングル「はっきりもっと勇敢になって」発売。10月24日、『Me-imi 〜Premium Edition〜』発売。10月26日から全国ツアー「岡村靖幸TOUR '07『告白』」公演。11月14日、名古屋にてツアー最終日（Zepp Nagoya）。前夜の大阪公演での負傷により公演延期。左腸脛靭帯断裂で全治2か月。その翌日、オフィシャルサイトに『岡村靖幸TOUR '07「告白」11月14日（水）名古屋公演に関するお詫びとご報告』が掲載される。同時に、左腓腹筋筋挫傷により休業加療約60日間を要すとの診断書も公開。
2008年2月5日、覚醒剤取締法違反（所持）容疑で3度目の逮捕。オフィシャルサイトに岡村靖幸コンサート事務局、岡村靖幸ファンクラブスタッフによる謝罪文が掲載される。「岡村靖幸TOUR '07『告白』」の追加・振替公演は中止、発足間もないファンクラブ「DATE」は解散となる。5月2日、東京地裁で初公判、求刑懲役2年6か月。5月8日、懲役2年の実刑判決。

### 2010年代〜
2010年5月7日、自身のMySpaceに「パラシュート★ガール」のデモ音源がアップロードされる。
2011年5月11日、スペースシャワーTV主催の夏フェス「SWEET LOVE SHOWER 2011」への出演を発表。6月17日には2枚のリアレンジアルバム発売とライブツアーの実施を発表、本格的に活動を再開。同時に覆面DJユニット「OL Killer」を結成し、様々なイベントに参加。同年8月28日、公式サイトがプレオープン、スタッフによるTwitterアカウントも開設。新曲「ぶーしゃかLOOP」を無料配信。9月7日から東名阪ツアー「2011 岡村靖幸LIVE『エチケット』」公演。
2012年1月10日から全国ツアー「岡村靖幸 LIVE TOUR 2012 『エチケット＋』」9カ所12公演。2月15日、廃盤となっていたEPIC・ソニー在籍時のアルバム6作がBlu-spec CD仕様でリマスタリングされ、再発。6月1日、公式ファンクラブ「DATE」、モバイルで復活。同年6月13日発売のMEGのシングル『TRAP』（作詞：MEG 作曲：岡村靖幸 編曲：大沢伸一）に参加。7月11日発売のBase Ball Bearのミニアルバム『初恋』に収録された「君はノンフィクション」（編曲、プロデュース）に参加。9月17日から東名阪ホールツアー「岡村靖幸 LIVE TOUR 2012 『スポーツ』」公演。12月12日から一週間、ファッション誌GINZAが伊勢丹新宿店本館3FのGINZA POP UP SHOPにて世界に一つの岡村ちゃん3Dフィギュアを展示。岡村ちゃん等身大パネルは記念撮影可能。しかし手違いによりパネルがちょっと小さくなっていることを公式でツイートしている。
2013年3月15日から全国ツアー「岡村靖幸 LIVE TOUR 2013 『むこうみずでいじらしくて』」公演。10月2日、シングル『ビバナミダ』リリース、2014年1月放送のテレビアニメ『スペース☆ダンディ』の主題歌に起用され、アニメスタッフによるPVも制作された。10月16日から「岡村靖幸 LIVE 2013 『アイボリー』」2カ所3公演、追加1公演。10月26日、握手会を代官山 蔦屋書店で開催。ファッション誌GINZAと蔦屋のコラボ企画。10月30日発売の木村カエラのアルバム『ROCK』にカバー曲「TAKE ON ME」（演奏、編曲、プロデュース）に参加。12月18日発売の『大貫妙子トリビュート・アルバム Tribute to Taeko Onuki』に「岡村靖幸＋坂本龍一」名義で「都会」（ボーカル、編曲、プロデュース）で参加。12月18日発売のカーネーション・トリビュート「なんできみはぼくよりぼくのことくわしいの?」で「学校で何おそわってんの」（ボーカル、編曲、プロデュース）で参加。
2014年1月29日から「ビバナミダ（スペース☆ダンディ盤）」を iTunes Store、Amazon.com、レコチョク、moraなど国内外の主要配信サイトより世界一斉配信。4月2日、シングル『愛はおしゃれじゃない』リリース。Base Ball Bearの小出祐介 & 漫画家 久保ミツロウとのトリプルコラボレーション。6月には『久保みねヒャダこじらせナイト』（フジテレビ）にて「岡村ちゃんがやってくるSP」2週連続放送。8月30日、「SWEET LOVE SHOWER」出演。9月13日、氣志團主催の「氣志團万博2014」に参加。11月2日、早稲田大学学園祭「4限に君とまちあわせ」出演。11月12日、シングル『彼氏になって優しくなって』リリース、初パフォーマンスは『SMAP×SMAP』（関西テレビ・フジテレビ）「S・LIVE」でSMAPと共演。11月19日から「岡村靖幸 LIVE TOUR 2014『ファイヤー』」3カ所4公演。追加1公演。
2015年3月9日、「BAO BAO ISSEY MIYAKE」のインタラクティブムービー「BAO BAO CLOCK」の音楽を担当したことが明らかとなった。4月26日から全国ツアー「岡村靖幸 LIVE TOUR 2015『This is my life』」10カ所11公演。6月19日、映画「みんな!エスパーだよ!」の主題歌に新曲「ラブメッセージ」を提供していることが明らかになった。当楽曲は2015年9月2日にシングルとしてリリースされた。10月31日からツアー「岡村靖幸 2015 FALL〜WINTER TOUR　『愛の意味』」3カ所4公演。追加1カ所1公演。
2016年4月9日からツアー「岡村靖幸2016 SPRING tour『幸福』」12カ所・14公演。4月10日、『岡村ちゃん第二回握手会「触れる幸福 in 博多!」』をTSUTAYA天神駅前福岡ビル店で開催。TVBros.×TSUTAYA×タワーレコード合同企画。5月23日、『オトナの!』（TBSテレビ）の企画によるライブイベント「オトナの!フェス OTO-NANO FES! 2016」Zepp DiverCity TOKYOに出演。10月1日、東京体育館「いとうせいこうフェス〜デビュー・アルバム『建設的』30周年祝賀会〜」に参加。11月25日からツアー「岡村靖幸2016 FALL〜WINTERtour『運命』」4カ所5公演。
2017年4月15日からツアー「岡村靖幸2017 SPRINGツアー『ROMANCE』」13カ所14公演。9月11日、萩本欽一に密着したドキュメンタリー映画「We Love Television?」主題歌に新曲「忘らんないよ」を提供していることが明らかになった。9月17日「氣志團万博2017」に出演。11月3日からツアー「岡村靖幸2017 FALL〜WINTER TOUR『レッド』」4カ所5公演。11月17日、『ミュージックステーション』（テレビ朝日）に初出演、DAOKOとのコラボ曲「ステップアップLOVE」をテレビ初披露。
2018年4月14日から全国ツアー「岡村靖幸2018 SPRINGツアー『マキャベリン』」16カ所17公演。6月30日、カーネーション結成35周年記念ライブ「35年目のカーネーション 『SUNSET MONSTERS』」に参加（日比谷野外大音楽堂）。7月16日、「ap bank fes'18」に出演。10月5日、『王様のブランチ』（TBS）のテーマソングとして「少年サタデー」を書き下ろしたことを明らかにした。当楽曲は6日の放送から使用されている。10月24日、ファッションブランド「LOWRYS FARM」の2018 A/Wクリエイティブシリーズ第3弾のイメージソングとしてオリジナル楽曲を制作したことが明らかとなった。10月27日、日本武道館で行われたホットスタッフ・プロモーション設立40周年イベント「Hot Stuff Promotion 40th Anniversary MASAKA『Ultra Boy Meets Super Girl』」にYUKIと共に出演。11月8日、「西日本豪雨復興チャリティコンサート〜空に星が綺麗プロジェクト〜 斉藤和義 with Friends」に出演。11月21日、オリジナル恋愛リアリティショー『恋愛ドラマな恋がしたい2』（AbemaTV）の主題歌に「スーパーガール（エチケット2019ver）」が決定したことが明らかとなった。当楽曲は自身のシングル曲である「SUPER GIRL」に新たなアレンジをプラスしたものである。12月23日、フジテレビ『久保みねヒャダこじらせライブVOL.15』ソワレゲスト出演。「すきまソング」公開収録。
2019年1月23日、シングル『少年サタデー』をリリース。カップリングに前述の「スーパーガール（エチケット2019ver）」を収録。4月6日から全国ツアー「岡村靖幸2019 SPRINGツアー『セレブリティ』」15カ所16公演。5月12日、RHYMESTER主催のフェス「人間交差点2019」に出演。9月16日、エルメスが期間限定で展開するインターネットラジオ放送「ラジオエルメス」に出演。10月6日から2019年FALLツアー「やばいよ!この気持ち。」4カ所5公演。10月6日、2020年1月11日に公開される長編アニメーション映画『音楽』に、主要キャラクターの声のキャストとして参加することが明らかとなった。役柄は公開日まで秘密。秋ツアーグッズは大橋裕之がイラスト担当（アニメ映画「音楽」Blu-ray+DVD発売 2020年12月16日）。10月19日、2019年FALLツアー「やばいよ!この気持ち。」Zepp DiverCityでの公演で、RHYMESTERをゲストに迎えての共同制作作品「マクガフィン」が初披露され、併せて同曲のアーティストネームが「岡村靖幸さらにライムスター」であることが明かされた。10月30日、Twitter公式サイトで「岡村靖幸のカモンエブリバディ」が『編成局長特賞』を受賞したと思われる画像が掲載された。11月27日、「マクガフィン／岡村靖幸さらにライムスター」の配信リリース&ストリーミング配信スタート。
2020年3月25日よりタワーレコードの「NO MUSIC,NO LIFE」ポスター意見広告シリーズに登場。4月1日、アルバム『操』リリース。7月9日、NHK新プロジェクトのキックオフ番組「みんなでエール キックオフスペシャル」にて、18組のアーティストの一人として松任谷由実が荒井由実名義で発表した楽曲「やさしさに包まれたなら」を歌い継ぐコラボ企画に参加。
2021年2月 - 3月期の「みんなのうた」（NHKテレビ／ラジオ）で、同番組のために書き下ろされた楽曲「ぐーぐーちょきちょき」がオンエア。3月21日から2021年SPRINGツアー「操」10カ所12公演。6月24日、公式サイト「21世紀の家庭教師プロジェクト始動」を発表。
2023年7月21日、岡村の体調不良のため、翌22日にKT Zepp Yokohamaで行われる予定であった『岡村靖幸 2023 SUMMER TOUR「テクニカルサポート」』最終公演の中止を発表した。
2023年12月20日発売の松任谷由実の50周年記念コラボベストアルバム『ユーミン乾杯!!』に参加。「影になって」で松任谷とデュエットを披露した。同月25日、斉藤和義とともに記者会見を行い、音楽ユニット「岡村和義」を結成し2024年1月から楽曲の連続配信や全国ツアーで活動することを発表した。
2024年にはSUPER EIGHTのアルバム『SUPER EIGHT』に楽曲「ハリケーンベイベ」を提供。同年12月11日放送の『2024 FNS歌謡祭』ではSUPER EIGHTとの共演で同曲を披露した。
2025年5月20日、YMOトリビュートイベント「MUSIC AWARDS JAPAN A Tribute to YMO」にゲスト出演。同月22日に行われた「MUSIC AWARDS JAPAN 2025」授賞式では、オープニング映像「RYDEEN REBOOT」に参加した。

## 人物
血液型はB型。愛称は岡村ちゃん。
中高生時代はバスケットボール部に所属しており、楽曲にもバスケットボール部のことを反映した歌詞が多用される。高校時代は新潟市内のアパートで一人暮らしをしており、ミュージシャンを目指すため切り詰めた生活を送っていたと話している。
吉川晃司、尾崎豊等と親交が深く、特に吉川・尾崎とは頻繁に岡村が連れ立って酒を酌み交わしていた程の仲でもあった。
妹が一人いる。視力が悪いため、20代の頃から日常ではメガネを使用している。
長らく運転免許を所持していなかったが、2018年「マキャベリンツアー」パンフレットに於いて運転免許を取得したことを記している。好きな芸人はダウンタウンとさまぁ〜ず。
ハートマークをモチーフしたロゴ・「ピーチマーク」は自身がデザインによるもので、アルバム『靖幸』から使用されている。
1989年以降の作品より、マルチプレイヤーとして活動。自身のアルバムの曲目にも「全てのプロデュース、アレンジ、作詩、作曲、演奏は岡村靖幸に依る物です。」との表記が必ず入っている。
DREAMS COME TRUEの吉田美和は、好きなアーティストの一人として岡村の名前を挙げたことがある。
デビュ－前の80年代、吉祥寺の線路脇にあった「コーポインマイライフ」というアパートに住んでいたことを公表している。斉藤和義が同時期に住んでいた場所（「第一丸信荘」）と、偶然にもきわめて近所（徒歩30秒）だったことを後年知ることになった。

## ディスコグラフィー

### シングル
|      | リリース日              | タイトル                                             | 規格           | 規格品番                         | 備考 |
| ---- | ----------------------- | ---------------------------------------------------- | -------------- | -------------------------------- | --- |
| 1st  | 1986年12月1日           | Out of Blue                                          | 7Inch EP       | 07・5H-329                       | |
| 2nd  | 1987年3月5日            | Check Out Love                                       | 7Inch EP       | 07・5H-340                       | |
| 3rd  | 1987年5月21日           | Young oh! oh!                                        | 7Inch EP       | 07・5H-356                       | |
| 4th  | 1987年7月22日           | Dog Days                                             | 7Inch EP       | 07・5H-366                       | |
| 5th  | 1988年2月1日 (7Inch EP) | イケナイコトカイ                                     | 7Inch EP 8cmCD | 07・5H-407                       | |
| 5th  | 1988年2月26日 (CD)      | イケナイコトカイ                                     | 7Inch EP 8cmCD | 10・8H-3006                      | |
| 6th  | 1988年4月21日           | SUPER GIRL                                           | 7Inch EP 8cmCD | 07・5H-3025 10・8H-3025          | アニメ「シティーハンター2」エンディングテーマ |
| 7th  | 1988年9月21日           | 聖書 (バイブル)                                      | 8cmCD          | 10・8H-3058                      | |
| 8th  | 1988年11月2日           | だいすき                                             | 8cmCD          | 10・8H-3074                      | Honda「NEW today」CF曲 |
| 9th  | 1989年4月21日           | ラブ タンバリン                                      | 8cmCD          | 10・8H-3104                      | |
| 10th | 1989年12月21日          | 友人のふり                                           | 8cmCD          | ESDB-3070                        | |
| 11th | 1990年2月21日           | Peach Time                                           | 8cmCD          | ESDB-3075                        | |
| 12th | 1990年7月21日           | どぉなっちゃってんだよ                               | 8cmCD          | ESDB-3128                        | |
| 13th | 1990年10月10日          | あの娘ぼくがロングシュート決めたらどんな顔するだろう | 8cmCD          | ESDB-3145                        | |
| 14th | 1990年12月1日           | カルアミルク                                         | 8cmCD          | ESDB-3177                        | |
| 15th | 1991年7月25日           | ターザン ボーイ                                      | 8cmCD          | ESDB-3232                        | |
| 16th | 1992年10月21日          | パラシュート★ガール                                  | 8cmCD          | ESDB-3332                        | |
| 17th | 1995年10月21日          | チャーム ポイント                                    | 8cmCD          | ESDB-3620                        | NHK-FM『ミュージック スクエア』オープニングテーマ |
| 18th | 1995年12月23日          | Peach X'mas                                          | 12cmCD         | ESCB-1711                        | 完全生産限定盤 |
| 18th | 1996年11月21日          | Peach X'mas                                          | 12cmCD         | ESCB-1788                        | 完全生産限定盤 |
| 18th | 1997年11月21日          | Peach X'mas                                          | 12cmCD         | ESCB-1847                        | 完全生産限定盤 |
| 18th | 1998年12月2日           | Peach X'mas                                          | 12cmCD         | ESCB-1921                        | 完全生産限定盤 |
| 19th | 1996年12月1日           | ハレンチ                                             | 8cmCD          | ESDB-3734                        | |
| 20th | 1999年11月20日          | セックス                                             | 12cmCD         | ESCB-2056                        | |
| 21st | 2000年4月19日           | 真夜中のサイクリング                                 | 12cmCD         | ESCB-2097                        | 初回紙ジャケット仕様 |
| -    | 2000年6月21日           | SexeS                                                | 12cmCD         | ESCB-2151                        | 20thシングル「セックス」のアナログ盤収録音源をCD化したリミックス・シングル。初回紙ジャケット仕様                                                                               |
| 22nd | 2001年3月28日           | マシュマロ ハネムーン feat. Captain Funk             | 12cmCD         | ESCB-2223                        | |
| 23rd | 2004年5月19日           | モン・シロ                                           | 12cmCD         | UICJ-5033                        | |
| 24th | 2004年7月28日           | ミラクルジャンプ                                     | 12cmCD         | UICJ-5035                        | フジテレビ系 『HEY! HEY! HEY! MUSIC CHAMP』エンディングテーマ |
| 25th | 2007年9月5日            | はっきりもっと勇敢になって                           | 12cmCD         | UMCK-5182                        | |
| 26th | 2013年10月2日           | ビバナミダ                                           | 12cmCD         | XQME-1001                        | テレビアニメ『スペース☆ダンディ』主題歌 |
| 27th | 2014年4月2日            | 愛はおしゃれじゃない                                 | 12cmCD         | XQME-1002                        | Base Ball Bearの小出祐介 & 漫画家 久保ミツロウとのトリプルコラボレーション。「岡村靖幸 w 小出祐介」名義。                                                                      |
| 28th | 2014年11月12日          | 彼氏になって優しくなって                             | 12cmCD         | XQME-91002                       | 封入特典：トレーディングカード2枚セット（全6絵柄 / セット全3種類） |
| -    | 2015年7月8日            | 東京音頭-TOKYO RHYTHM                                | 12cmCD         | XQME-1003                        | 木津茂里とのコラボシングル。アナログ7inch盤(UBKA-9001)と同時発売。 |
| 29th | 2015年9月2日            | ラブメッセージ                                       | 12cmCD         | XQME-1004                        | 「映画 みんな！エスパーだよ！」主題歌 RCCテレビ「イマナマ!」テーマ曲 |
| -    | 2017年10月18日          | ステップアップLOVE                                   | 12cmCD         | TFCC-89643 TFCC-89644 TFCC-89645 | DAOKOとのコラボシングル。テレビアニメ「血界戦線 & BEYOND」エンディングテーマ。通常盤Bには岡村の新曲「忘らんないよ」（映画「We Love Television?」主題歌）を収録。               |
| 30th | 2019年1月23日           | 少年サタデー                                         | 12cmCD         | XQME-1005                        | TBS系情報ワイド・バラエティ番組『王様のブランチ』テーマソング。カップリングにはAbemaTV『恋愛ドラマな恋がしたい2』の主題歌である『スーパーガール（エチケット2019ver）』を収録。 |
| 31st | 2019年11月27日          | マクガフィン                                         | デジタル配信   | -                                | RHYMESTERとのコラボレーションシングル。「岡村靖幸さらにライムスター」名義。 |
| 32nd | 2021年3月10日           | ぐーぐーちょきちょき                                 | 12cmCD         | XQME-1006                        | NHK『みんなのうた』2021年2月・3月期オンエア楽曲 |

### オリジナル・アルバム
1. yellow（1987年3月21日）
2. DATE（1988年3月21日）
3. 靖幸（1989年7月14日）
4. 家庭教師（1990年11月16日）
5. 禁じられた生きがい（1995年12月13日）
6. Me-imi（2004年9月1日）
7. 幸福（2016年1月26日）
8. 操（2020年3月31日）[24]

### セレクション・アルバム
- 早熟（1990年3月21日）

### ベスト・アルバム
- OH! ベスト（2001年3月28日）

### セルフリミックスアルバム
- ビジネス（2005年3月30日）

### 2枚組アルバム
- Me-imi 〜Premium Edition〜（2007年10月24日）

### セルフ・リアレンジ・アルバム
- エチケット（ピンクジャケット）（2011年8月24日）
- エチケット（パープルジャケット）（2011年8月24日）

### その他参加作品
- 電気グルーヴ
  - アルバム『ORANGE』（1996年3月1日） - 収録曲「VIVA!アジア丸出し」ヴォーカルとして参加
- Cornelius
  - リミックス・アルバム『96/69』（1996年6月9日） - 「69/96 A SPACE ODYSSEY - PRELUDE（IN ATAMI）」にリミックスとして参加。
- ajapai
  - 12インチシングル『DAI-SHA-RING 大車輪』（2002年8月2日） - タワーレコード限定、900枚。12inchアナログ盤のみ。"ajapai feat. 岡村靖幸"名義。
  - アルバム『unaffected』（2006年5月24日） - 「Midnight Wolf feat.YASUYUKI OKAMURA（作詞:磯野栄太郎）」「大車輪 feat.YASUYUKI OKAMURA」の2曲参加[39]
- 岡村靖幸と石野卓球
  - シングル『come baby』（2002年9月19日） - 広島テレビ「松本紳助」エンディングテーマ
  - アルバム『THE ALBUM』（岡村と卓球）（2003年12月17日）[40]
- V.A.
  - 『太陽にほえろ! Remixies』（2003年12月10日）[41] - 日本テレビ開局50周年記念企画の一環として、テレビドラマ「太陽にほえろ!」のリミックス／再演奏盤をリリース。収録曲「怒りのテーマ 〜新一の橋MIX〜」を担当[42]
- V.A.
  - 『Fine Time 〜A Tribute to NEW WAVE』（2004年2月25日） - 小野島大監修による日本人アーティストのニュー・ウェイヴ・トリビュート・アルバム。トーキング・ヘッズの「バーニング・ダウン・ザ・ハウス」で参加。
- V.A.
  - 尾崎豊トリビュート・アルバム『"BLUE" A TRIBUTE TO YUTAKA OZAKI』（2004年3月24日） - 「太陽の破片」で参加。
- 石野卓球
  - アルバム『TITLE#2+#3』（2004年4月21日） - 「Starlights In Sunshine,feat Tavito Nanao」にベースで参加。
- 山沢大洋
  - アルバム『山沢大洋 presents music tree』（2008年1月23日） - 「people」にボーカルで参加[43]。
- XA-VAT
  - アルバム『XA-VAT』（2010年12月10日） - 石井秀仁のバンド。2タイプの初回限定盤のうち、ボーナスCDを付属した〈初回限定盤（2）〉に収録されている「NUMANS-ROXETTE」にリミックスで参加。「NUMANS-ROXETTE by YASUYUKI OKAMURA」表記[44][45]。
- V.A.
  - 『大貫妙子トリビュート・アルバム -Tribute to Taeko Onuki-』（2013年12月18日） - 「都会」に岡村靖幸＋坂本龍一で参加[46]。
- V.A.
  - 『なんできみはぼくよりぼくのことくわしいの?』（2013年12月18日） - カーネーション30周年トリビュート・アルバム。「学校で何おそわってんの」で参加[47]。
- V.A.
  - 『宇多田ヒカルのうた』（2014年12月9日） - 宇多田ヒカルのカバー・アルバム。「Automatic」で女性コーラス以外の全ての楽器演奏と打ち込みを手がけている[48]。
- V.A.
  - 『再建設的』（2016年9月21日） - いとうせいこう&リビルダーズのトリビュート・アルバム。「Healthy Morning（Remixed By 岡村靖幸）」で参加[49]。
- KICK THE CAN CREW
  - シングル『住所 feat. 岡村靖幸』（2018年8月29日） - KREVA、LITTLE、MCUと共に作詞、ボーカルとして参加[50]
- 椎名林檎
  - リミックス・アルバム『百薬の長』（2022年11月30日配信、2023年1月11日CD発売） - 収録曲「長く短い祭 ～In Summer, Night～ (Yasuyuki Okamura 一寸 Remix)」にリミックスで参加。[51]
- 松任谷由実
  - コラボレーション・ベストアルバム『ユーミン乾杯!!』（2023年12月20日） - 収録曲「影になって」でデュエット。

### BOX
- 岡村ちゃん大百科（2005年3月16日）
  - 『yellow』から『禁じられた生きがい』までのオリジナル・アルバムに、ライブ弾き語り集、カップリング集、ビデオクリップなどを収録。完全限定生産盤。
- 20世紀と伝説と青春（2012年12月19日）
  - 『Love φ Sex '88 DATE』から『ファンシーゲリラ』までのライブDVDにボーナス映像を加え、主演映画『Peach -どんなことをしてほしいのぼくに』、ビデオクリップなどを収録したDVD-BOX。完全限定生産盤。

### VIDEO/DVD/Blu-ray
1. Date In Short Pictures
2. Love φ Sex '88 DATE
3. Peach Show '89
4. Peach -どんなことをしてほしいのぼくに
5. Live家庭教師'91
6. It's A Peachful World
7. ファンシーゲリラ Video Shop '92
8. Symposium 岡村靖幸 フレッシュボーイ TOUR 2003
9. Me-imi Tour 2004
10. ライブエチケット 2011（初回限定盤には3曲のボーナス・トラックと安斎肇デザインTシャツが付属、Blu-ray同時発売）
11. 2013ライブ「むこうみずでいじらしくて」
12. 幸福 2016
13. マキャベリン
14. アパシー

## 提供曲
- 渡辺美里
  - GROWIN' UP（1985年、作曲・コーラス）
  - すべて君のため（1985年、作曲）
  - Lazy Crazy Blueberry Pie（1985年、作曲・編曲・コーラス）
  - Bye Bye Yesterday（1985年、作曲）
  - Long Night（1986年、作曲）
  - 素敵になりたい（1986年、作曲・コーラス）
  - 19才の秘かな欲望（1986年、作曲）
  - Resistance（1986年、作曲）
  - 悲しき願い（Here &  There）（1986年、作曲）
  - みつめていたい（Restin' In Your Room）（1986年、作曲）
  - A Happy Ending（1986年、作曲）
  - Lovin' You（1986年、作曲）
  - Half Moon（1986年、作曲・編曲・コーラス）
  - シャララ（1988年、作曲）
  - 19才の秘かな欲望（The Lover Soul Version）（1988年、作曲）
  - 跳べ模型ヒコーキ（1989年、作曲）
  - 冷たいミルク（1989年、作曲）
  - 虹をみたかい
    - （1989年、作曲・編曲・コーラス）
    - （Honey-bee Version：1989年、作曲・編曲・コーラス）
    - （tokyo mix：1990年、作曲・編曲・コーラス）

  - はだかの気持（1991年、作曲・編曲・コーラス）
  - 泣いちゃいそうだよ（1992年、作曲）
  - BIG WAVEやってきた（1993年、作曲）
  - ジャングルチャイルド（1993年、作曲・コーラス）
  - 若きモンスターの逆襲（1993年、作曲・コーラス）
  - さえない20代（1993年、作曲）
- 吉川晃司
  - 奪われたWink（1986年、作曲）
- 鈴木雅之
  - 別の夜へ〜Let's go〜（1986年、作曲）
  - Luv or Trap（2016年、作曲・編曲・コーラス）
  - TOKYOべらんめえSOUL（2016年、作曲・編曲）
- 川本真琴
  - 愛の才能（1996年、作曲・編曲・コーラス）
  - FRAGILE（2000年、作曲）※磯野栄太郎名義
- 西田彩栞
  - どうなっちゃってるの どうだっていいんじゃない（1998年、作曲・編曲）
- 黒田倫弘
  - スリルバカンス（2000年、作曲）
- CHARA
  - レモンキャンディ（2001年、作曲）
- meg
  - スキャンティブルース（2002年、作曲）
  - TRAP（2012年、作曲）
- SOPHIA
  - HARD WORKER（2002年、編曲・プロデュース）
  - サヨナラ 愛しのピーターパンシンドローム（2012年、作曲）
- デーモン小暮
  - SING LIKE A HUG（2003年、作曲・編曲）
- 櫻井敦司
  - SMELL（2004年 作曲、編曲）
- 朝日美穂
  - 秘密のフランボワーズ（2004年、作曲）
- FREENOTE
  - 遥かへのスピードランナー（2004年、作曲）
- HALCALI
  - ストロベリーチップス（2005年、リミックス）
- 桜塚やっくん
  - あせるんだ女子は いつも 目立たない君を見てる（2007年、作詞・作曲・編曲）
  - かめれおんガール（2007年、作曲・編曲）
- XA-VAT
  - NUMANS-ROXETTE by YASUYUKI OKAMURA（2010年、リミックス）
- 一青窈
  - Lesson（2012年、作曲・編曲・プロデュース）
- 在日ファンク
  - 爆弾こわい 岡村靖幸REMIX（2012年、リミックス）
- Base Ball Bear
  - 君はノンフィクション（2012年、編曲・プロデュース）
- 花澤香菜
  - ミトン（2019年、作曲）
- アイナ・ジ・エンド
  - 私の真心（2022年、作詞・作曲・編曲・プロデュース）
- SUPER EIGHT
  - ハリケーンベイベ（2024年、作詞・作曲・編曲・プロデュース）[52]

## 連載
- 妄想大学見学記（SWITCH）
- 結婚への道（2012年 - 2018年、GINZA）
- あの娘と、遅刻と、勉強と（2011年11月 - 2025年4月、TV Bros.）
- 幸福への道（2019年 - 、週刊文春 WOMAN）

## 書籍
- 『純愛カウンセリング』（ぴあ、2004年11月、ISBN 4-8356-0973-5
- 「愛と性 純愛カウンセリング」（岸田秀との対談）、岸田秀『日本人はどこへゆく 岸田秀対談集』（青土社、2005年8月、ISBN 4-7917-6203-7）所収
- 『あの娘と、遅刻と、勉強と』（東京ニュース通信社、2015年4月24日、ISBN 978-4-86336-467-7）
  - 『あの娘と、遅刻と、勉強と 2』（東京ニュース通信社、2019年4月12日、ISBN 978-4-19-864844-2）
  - 『あの娘と、遅刻と、勉強と 3』（東京ニュース通信社、2024年5月16日、ISBN 978-4-06-535528-2）
- 『岡村靖幸 結婚への道』（マガジンハウス、2015年10月20日、ISBN 978-4-8387-2818-3）
  - 『岡村靖幸 結婚への道 迷宮編』（マガジンハウス、2018年11月1日、ISBN 978-4-8387-3025-4）
- 『岡村靖幸のカモンエブリバディ』（双葉社、2023年6月9日、ISBN 978-4-575-31805-0）
- 『幸福への道』（文藝春秋、2024年11月26日、ISBN 978-4-16-391844-0）

## 公演
- ライブの過去の日程が公式サイトに掲載されているが[53]、日付がずれていたり、誤植がある部分は、当時掲載されていた雑誌[54]等の日程を記する。

### イベント・フェス出演
- TBS開局35周年記念・アニバーサリーロックフェスティバル（1986年12月21日、日本武道館）
- Hiroshima 1987-1997（1987年8月、広島でのピースコンサート） - 尾崎豊と共演
- BEAT CHILD（1987年8月22日、熊本県野外劇場）[65]
- ROCK IN JAPAN FESTIVAL 2003（2003年8月1日）[66]
- RISING SUN ROCK FESTIVAL 2004 in EZO（2004年8月14日）[67]
- ROCK IN JAPAN FESTIVAL 2011（2011年8月6日）[68]
- RISING SUN ROCK FESTIVAL 2011 in EZO（2011年8月13日）[69]
- SWEET LOVE SHOWER 2011（2011年8月28日）[70]
- COUNTDOWN JAPAN 11/12（2011年12月29日）[71]
- ARABAKI ROCK FEST.12（2012年4月29日）[72]
- JOIN ALIVE 2013（2013年7月21日）[73]
- ROCK IN JAPAN FESTIVAL 2013（2013年8月2日）[74]
- ARABAKI ROCK FEST.14（2014年4月26日）[75]
- VIVA LA ROCK 2014（2014年5月3日）[76]
- RISING SUN ROCK FESTIVAL 2014 in EZO（2014年8月16日）[77]
- SWEET LOVE SHOWER 2014（2014年8月30日）[78]
- 氣志團万博2014 ～房総大パニック！超激突!!～（2014年9月13日）[79]
- RHYMESTER presents 人間交差点 2015（2015年5月10日）[80]
- ROCK IN JAPAN FESTIVAL 2015（2015年8月8日）[81]
- VIVA LA ROCK 2016（2016年5月28日）[82]
- いとうせいこうフェス ～デビュー・アルバム『建設的』30周年祝賀会～（2016年10月1日、東京体育館）[83]
- RHYMESTER presents 人間交差点 2017（2017年5月7日）[84]
- RISING SUN ROCK FESTIVAL 2017 in EZO（2017年8月12日）[85]
- ROCK IN JAPAN FESTIVAL 2017（2017年8月5日）[86]
- 氣志團万博2017 ～房総与太郎爆音マシマシ、ロックンロールチョモランマ～（2017年9月17日）[87]
- ARABAKI ROCK FEST.18（2018年4月29日）[88]
- VIVA LA ROCK 2018（2018年5月3日）[89]
- ap bank fes '18（2018年7月16日）[90]
- Hot Stuff Promotion 40th Anniversary MASAKA『Ultra Boy Meets Super Girl』（2018年10月27日、日本武道館） - YUKIと共演[91]
- RHYMESTER presents 人間交差点 2019（2019年5月12日）[92]
- 坂本龍一トリビュートフェス「RADIO SAKAMOTO Uday」（2025年2月10日、duo MUSIC EXCHANGE） - 真鍋大度とのDJ SETで出演。[93]
- MUSIC AWARDS JAPAN A Tribute to YMO（2025年5月20日、国立京都国際会館） - YMOトリビュートイベントにゲストとして出演[94]
- MUSIC AWARDS JAPAN 2025（2025年5月22日ロームシアター京都） - 授賞式オープニングショー「RYDEEN REBOOT」に映像で出演[95]

## 出演
テレビ
- 筑紫哲也 NEWS23（TBS）
  - 2004年11月12日 - 「金曜深夜便」ゲスト出演。8年半ぶりに生放送で「ア・チ・チ・チ」「聖書（バイブル）」の2曲を披露。
  - 2007年10月19日 - 「金曜深夜便」にて岡村靖幸特集『覚せい剤との決別…歌手・岡村靖幸の生きる道』放送。インタビューのほかに、ゴスペルアレンジのピアノ弾き語りで「はっきりもっと勇敢になって」を披露。[96]
- 久保みねヒャダこじらせナイト（フジテレビ）
  - 第32回・第33回（2014年6月21日・6月28日）「久保みねヒャダこじらせナイト 岡村ちゃんがやってくるSP」 - 小出祐介と共にゲスト出演[97]
  - 第101回・第102回（2016年2月13日・2月20日）「久保×岡村 こじらせデート」 - 久保ミツロウと巣鴨でデート企画[98]
  - 第182回（2019年1月26日）12/23開催の「久保みねヒャダこじらせライブVOL.15」OA[99]
  - 第223回（2022年5月20日） - ゲスト出演（2022年4月2日開催の「久保みねヒャダこじらせライブ ホールツアー in 浅草」の模様を放送）[100]
  - 第265回・第266回（2024年11月9日・11月23日） - ゲスト出演[101]
- ミュージックステーション（テレビ朝日）
  - 2017年11月17日 DAOKO×岡村靖幸/ステップアップLOVE 披露[102]
  - 2018年11月9日 KICK THE CAN CREW feat.岡村靖幸/住所 feat.岡村靖幸 披露[103]
  - 2020年3月13日 岡村靖幸さらにライムスター/マクガフィン 披露[104]
- おやすみ日本 眠いいね!vol.20（2018年8月12日、NHK G） - ゲスト出演[105]
- 関ジャム 完全燃SHOW（2020年3月29日、テレビ朝日） - ゲスト出演[106]
- SONGS 第544回「岡村靖幸×リアルと妄想が織りなす結婚式!?」（2020年7月25日、NHK） - スタジオライブ[107]
- The Covers（2024年5月5日、NHK） - 岡村和義として出演。
- あのちゃんの電電電波♪（2024年5月21日、テレビ東京） - 岡村和義としてゲスト出演。
- SONGS（2024年5月23日、NHK） - 岡村和義の特集回。
- スペースシャワーTV「岡村靖幸×斉藤和義スペシャルライブ『岡村和義 LIVE TOUR 2024 “OKAZ TIME”』」（2024年7月31日） - ライブツアーの模様を放送。
- 2024 FNS歌謡祭 第2夜（2024年12月11日、フジテレビ） - SUPER EIGHTと「ハリケーンベイベ」をコラボレーションで披露。ジテレビ） - SUPER EIGHTと「ハリケーンベイベ」をコラボレーションで披露。
- MUSIC AWARDS JAPAN 2025（2025年5月22日、NHK総合） - 授賞式生中継（オープニング映像「RYDEEN REBOOT」に参加）[108]
- WOWOW「MUSIC AWARDS JAPAN A Tribute to YMO」（2025年7月13日） - 2025年5月20日開催の同イベントの模様を放送[109]

ラジオ
- ジョイフルポップ「日本のロック・ポップ」（1989年4月 - 1990年3月、NHK-FM）  - パーソナリティ
- 岡村靖幸のカモンエブリバディ（2019年5月6日 - 、NHK-FM） - パーソナリティ[110][111][112]。
- アフター6ジャンクション（2019年5月27日[113]、2019年11月13日、TBSラジオ） - ゲスト出演
- ラジオエルメス（2019年9月16日） - エルメスが期間限定で展開するインターネットラジオ放送。ゲスト出演
- STEP ONE（2020年4月2日、J-WAVE） - ゲスト出演
- 松任谷由実のオールナイトニッポンGOLD（2020年7月31日、ニッポン放送） - ゲスト出演
- TOKYO SPEAKEASY（2021年10月7日、TOKYOFM） - 園子温と出演
- Daisy Holiday（2021年11月28日、2022年1月16日、interFM897） - 細野晴臣の番組。「岡村靖幸を迎えて音楽夜話」ゲスト出演[114]
- みんなのうた（2022年1月10日、NHKFM） - 特番『今日は一日“みんなのうた60”三昧』にコメント[115]
- 松任谷由実のYuming Chord（2023年12月15日・22日、TOKYO FM） - RHYMESTERの宇多丸と共に2週連続ゲスト出演。
- J-WAVE「STEP ONE」内「MUSIC+1」コーナー（2024年3月27日） - 岡村和義としてゲスト出演。
- 川島明 そもそもの話（2024年11月23日、TOKYO FM） - ゲスト出演。
- J-WAVE「RADIO DONUTS」（2024年12月20日） - ゲスト出演。
- ロンドンブーツ1号2号 田村淳のNewsCLUB（2025年2月8日、文化放送） - ゲスト出演。
- アフター6ジャンクション2（2025年3月25日、TBSラジオ） - ゲスト出演。